# Sergi Canós
Artikeln följer den spanska namnseden; faderns efternamn är Canós och moderns efternamn Tenés.
Sergi Canós Tenés, född 2 februari 1997, är en spansk fotbollsspelare som spelar för La Liga-klubben Valencia.

## Karriär
Den 31 januari 2017 värvades Canós till Brentford som då hörde hemma i den näst högsta divisionen, The Championship. Den 13 augusti 2021 spelade klubben sin första match i högstadivisionen på 74 år, en match där hemmalaget lyckades vinna med 2–0 över Arsenal och där Canós stod för 1–0 målet.
Den 20 augusti 2023 värvades Canós av Valencia.